# Tenomerga anguliscutis
Tenomerga anguliscutis är en skalbaggsart som först beskrevs av Hermann Julius Kolbe 1886.  Tenomerga anguliscutis ingår i släktet Tenomerga och familjen Cupedidae. Inga underarter finns listade i Catalogue of Life.